# 포를리

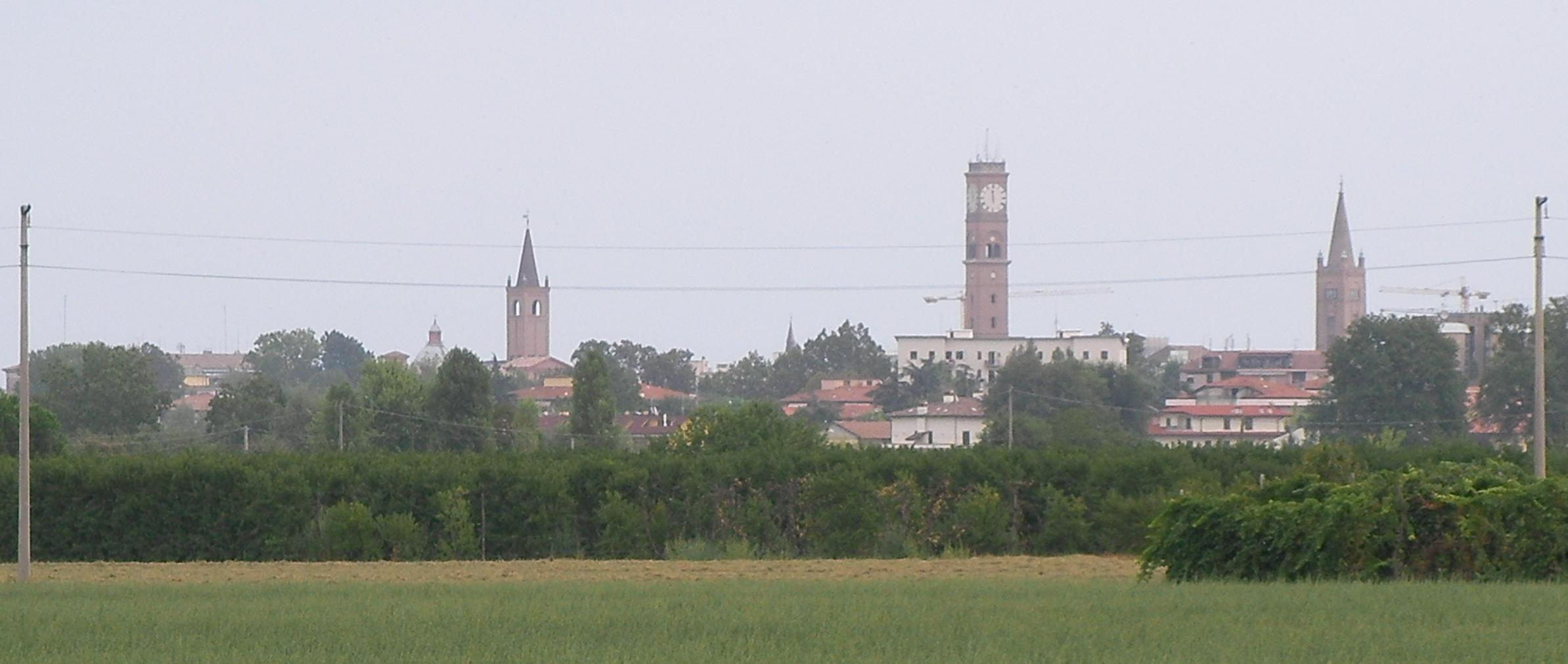
포를리 전경

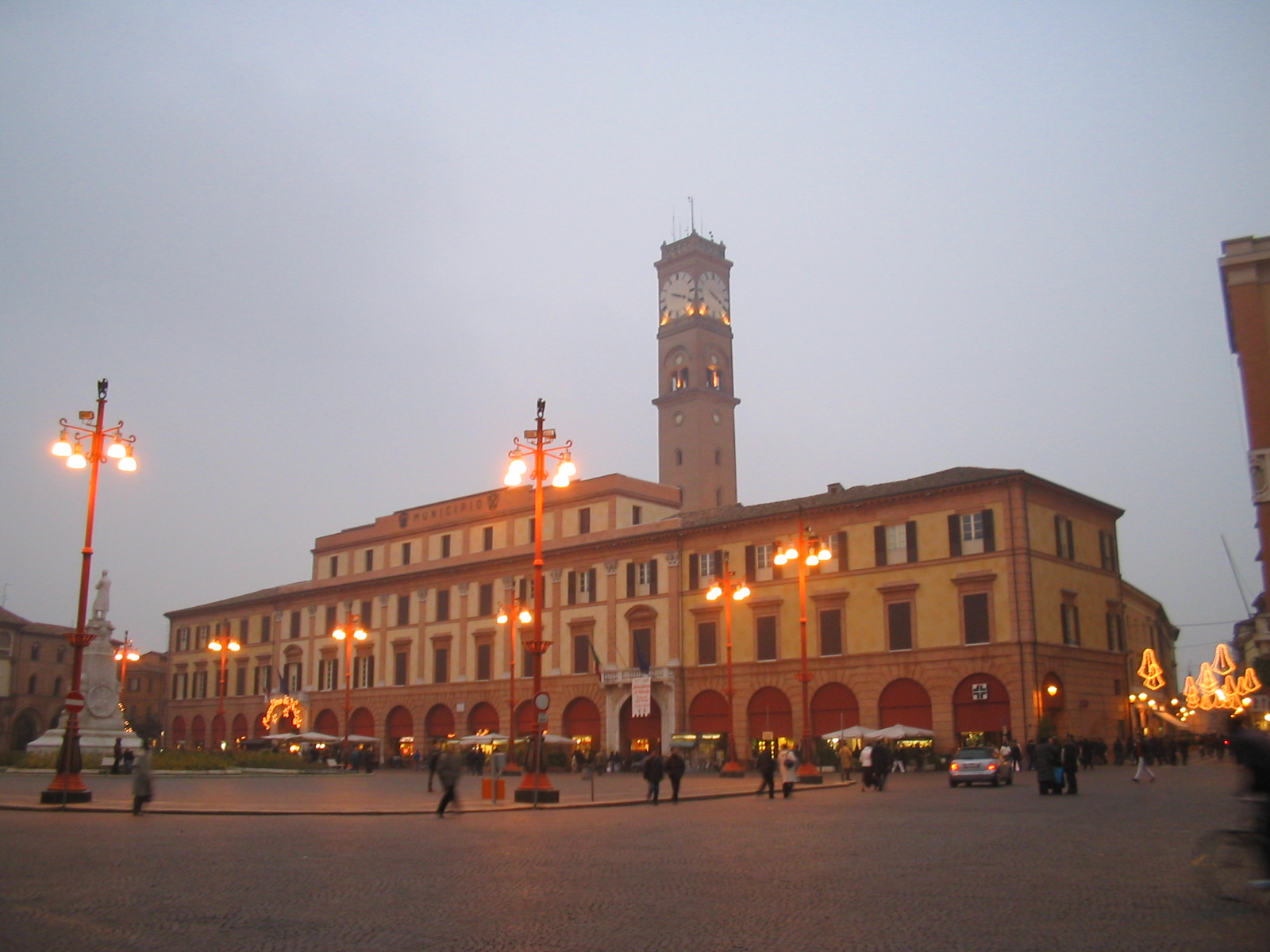
아우렐리오 사피 광장

포를리(이탈리아어: Forlì, 라틴어: Forum Livii)는 이탈리아 북부 에밀리아로마냐주에 있는 도시이다. 인구 114,683(2008). 로마냐 방언으로 Furlè라 하며, 이 지방 사투리로 Zitadon이라 부르기도 한다.
이탈리아 움브리아 파의 화가인 멜로초 다 포를리가 출생한 곳으로 널리 알려져 있다. 또한 르네상스 인문주의자 플라비오 비온도가 출생한 곳이기도 하며, 의사 제로니모 메르쿠리알리와 해부학자 조반니 바티스타 모르가니가 출생한 곳이기도 하다.
파시스트 지도자 베니토 무솔리니도 포를리 근처의 마을 프레다피오에서 태어났다.
포를리체세나도의 현청소재지이다.

## 지리
포를리는 로마냐 평야에 위치한다. 투스칸 로마냐 산맥 시작지점과는 몇 킬로미터 정도 떨어져 있으며, 바닷가와도 30 km 정도 떨어져 있다. 모노토네 강과 라비 강이 지나간다.
포를리에는 에밀리아 가도가 지나간다. 파엔차와는 15 km, 체세나와는 20 km 정도 거리 상으로 떨어져 있다.

## 역사

### 고대
포를리 주변 지역은 구석기 시대부터 사람들이 거주했다. 80 만 년 전의 유물이 수 천 점이 발견되었다. .
전설에 따르면, 기원전 188년 집정관 가이우스 리비우스 살리나토르가 포를리를 건설했다고 전해진다. 가이우스 리비우스 살리나토르는 하스드루발 바르카와 맞서 싸웠으며, 기원전 207년 메타우루스 강 강둑에서 하스드루발 바르카를 물리쳤다고 전해진다. 옛 도시는 기원전 88년에 파괴되었는데 술라와 가이우스 마리우스 사이의 내전때문이었다. 집정관 리비우스 클로디우스가 후에, 도시를 다시 세웠다. 당시 포를리(라틴어로 Forum Livii)는 에밀리아 가도를 통해 시장으로 농업 상품을 공급하는 중간 크기의 도시였을 것으로 추정된다.

### 중세

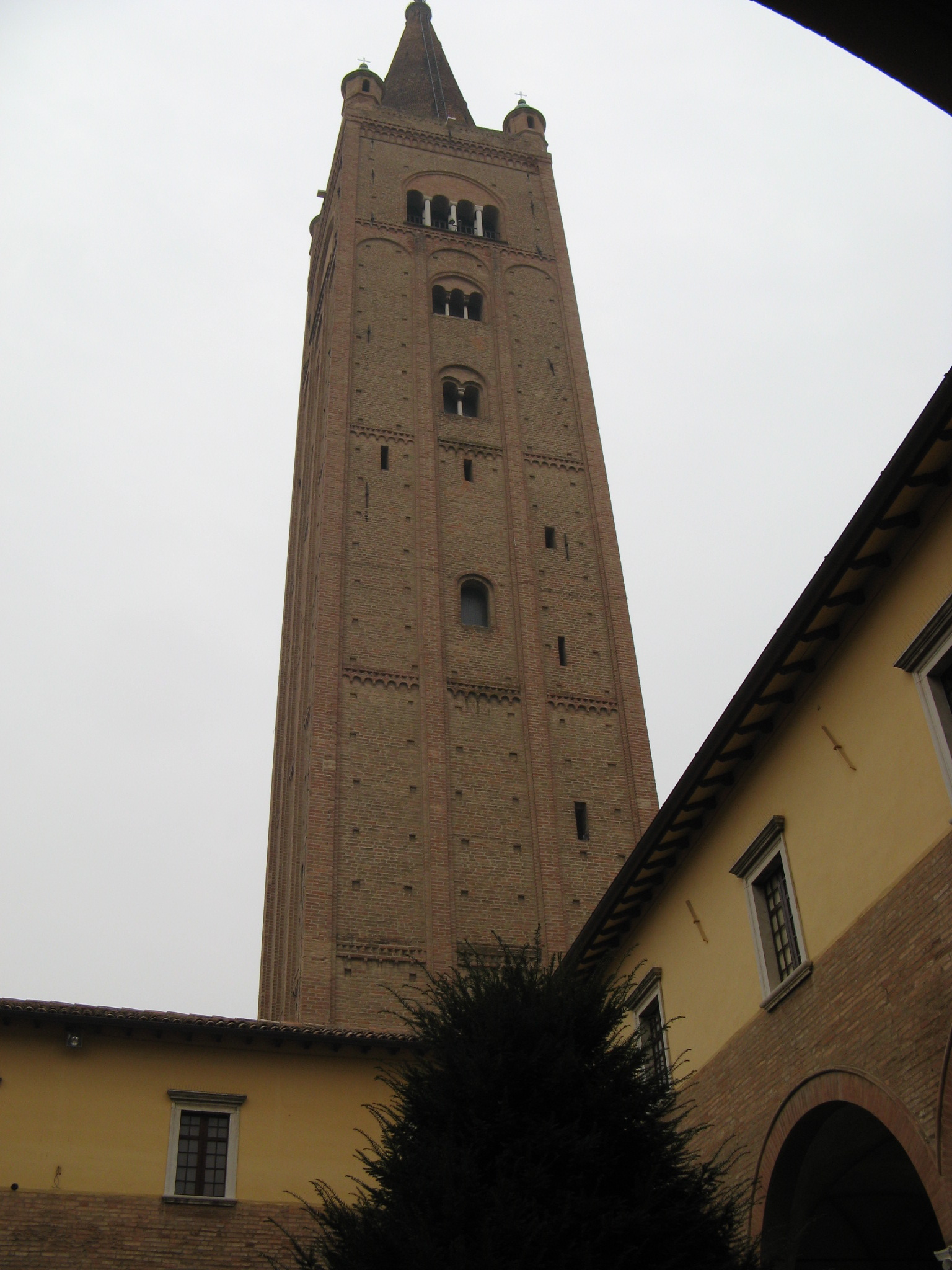
성 메르쿠리알레 종탑

서로마 제국이 멸망한 후, 포를리는 오도아케르와 동고트 왕국의 영토가 되었다. 훗날에는 비잔틴의 라벤나 총독령 소속이 되었다.

## 주요 관광지
성 루치아 성당 내부.
- 아우렐리오 사피 광장.
- 성 메르쿠리알레 수도원.

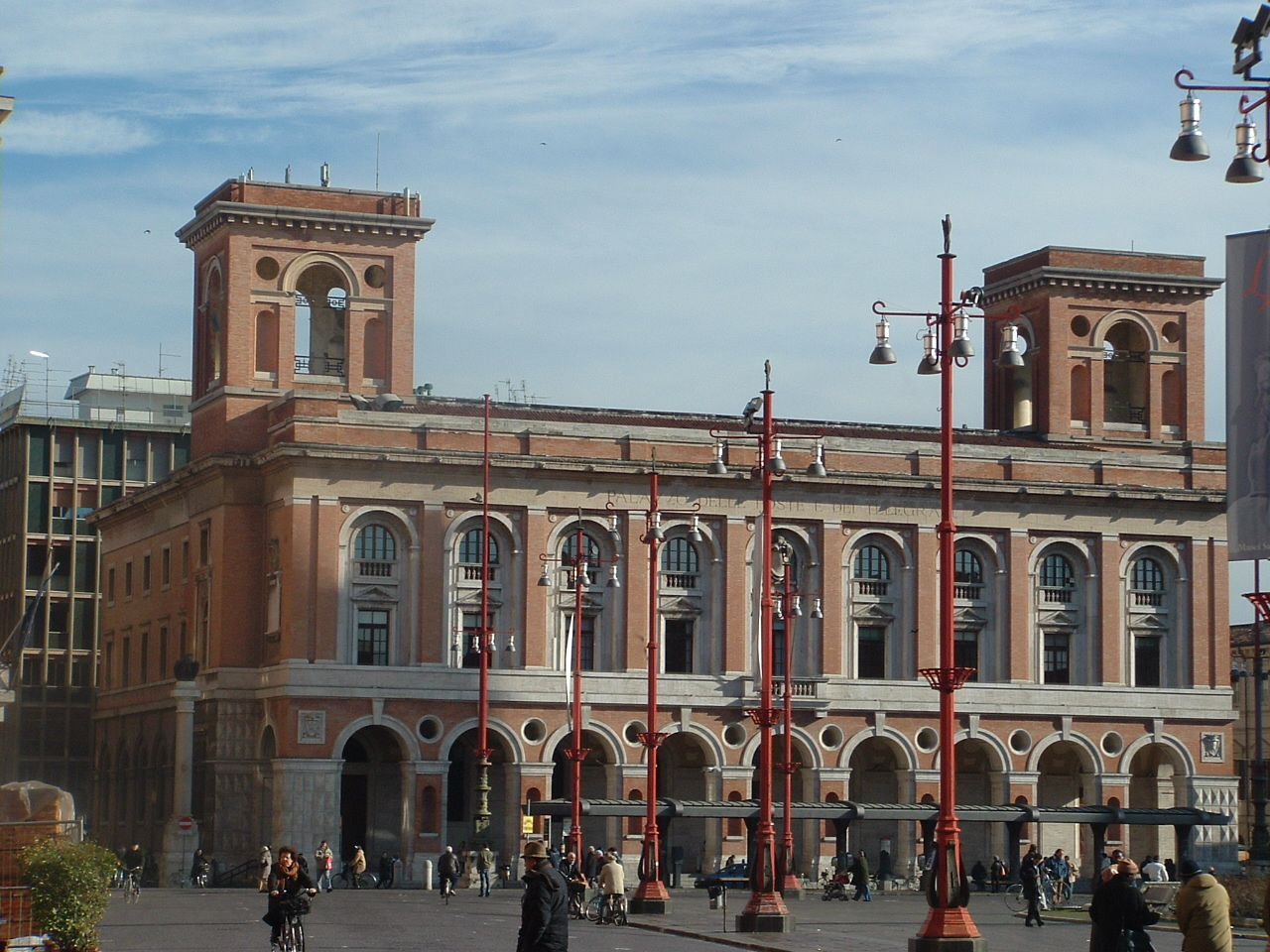
포스테 궁.

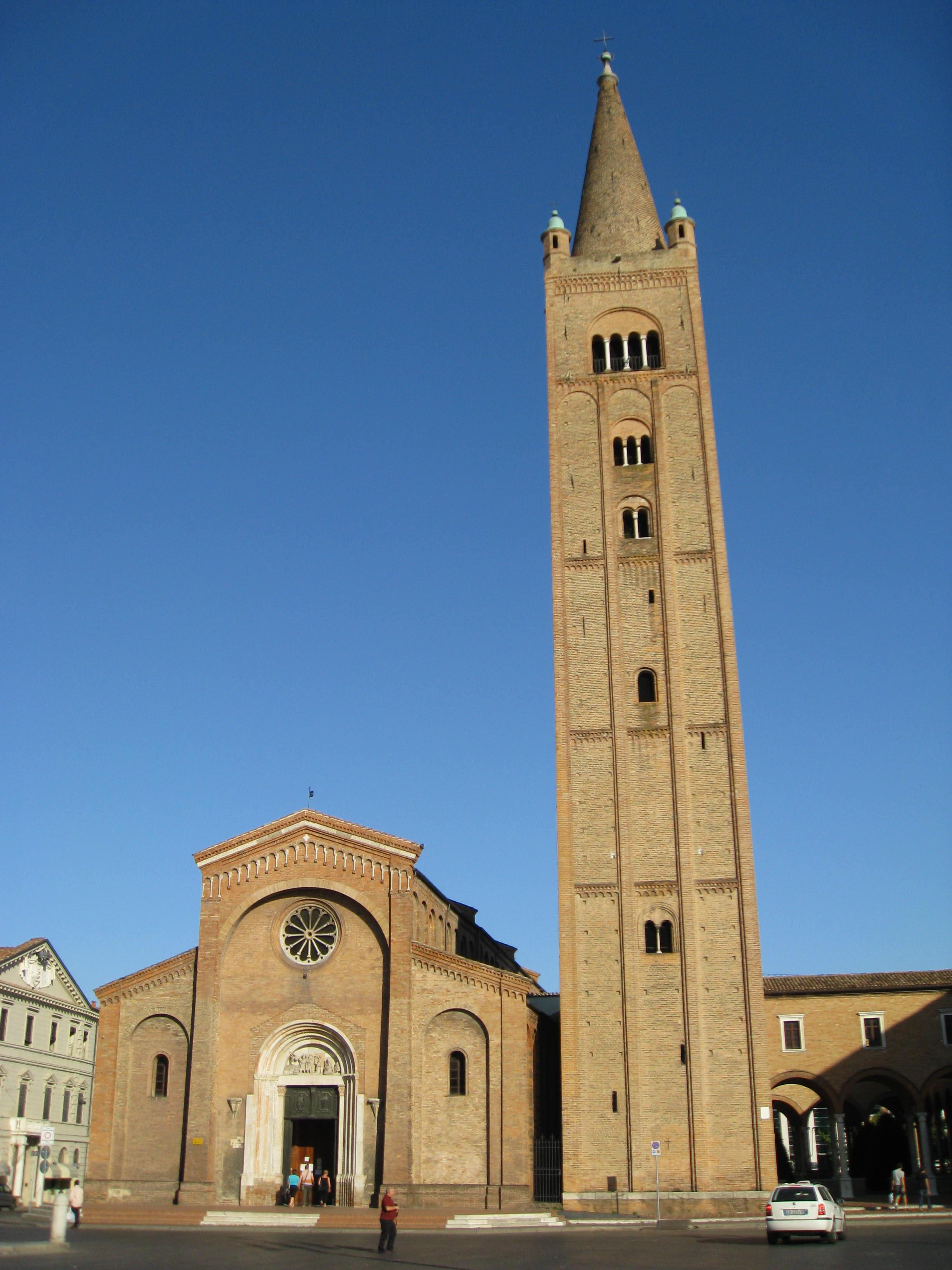
성 메르쿠리알레 수도원.

- Palazzo Comunale. 11세기 경 세워진 탑. 1412년 확장되었다. 오르델라피 가문의 저택이 되었다. 현재의 외벽은 19세기 다시 디자인된 것이다. 프란체스코 멘조치, 펠리체 지아니, 파올로 아겔리 등의 프레스코 등을 담고 있다.
- 델 포데스타 궁.
- 알베르티니 궁.
- 파올루치 피아자 궁. (17세기)
- 몬테 디 디에타 디 포를리 (16세기)
- 가디 궁. 펠리체 지아니의 프레스코가 있다. 사뇨르기 궁과 이어진다.
- 라발디노 성. 오르델라피 가문이 지었다.
- 헤르콜라니 궁.